# Magda Goebbels
Johanna Maria Magdalena "Magda" Goebbels (11. november 1901 – 1. maj 1945) var fra 19. december 1931 gift med Joseph Goebbels, der blev Nazi-Tysklands propagandaminister. De begik selvmord den 1. maj 1945. Hun blev i den nazistiske propaganda fremstillet som et forbillede for det tredje riges mødre.

## Opvækst
Magda blev født uden for ægteskab af tjenestepigen Auguste Behrend og fik derfor moderens efternavn. Faderens identitet var ukendt, men han var sandsynligvis Oskar Rietschel. Da Magda var fem år, kom hun til at bo hos ham i Köln. Hun flyttede med ham til Brussel i Belgien, hvor hun begyndte at gå i skole.
Magda klarede sig godt i skolen, og hun havde mange interesser som filosofi og buddhisme. Moderen giftede sig med den velhavende jødiske lædervarefabrikant Richard Friedländer, som senere menes at være død i Buchenwald (muligvis uden Magda og hendes mors viden). Magda fik hans efternavn. De flyttede til Brussel. Ved udbruddet af første verdenskrig måtte de forlade Belgien og blev sendt til en flygtningelejr i Østpreussen.
Magda havde i sin ungdom et nært forhold til den jødiske student Chaim Arlosoroff og hans søster Lisa. Sammen hjalp de Berlins fattigste jøder. Magda deltog også i adskillige jødiske sammenkomster og bar David-stjernen. Arlosoroff afbrød forholdet ifølge hendes mor, og det knuste Magdas hjerte.

## Ægteskab med Günther Quandt
Efter første verdenskrig flyttede Magda til Berlin og fortsatte sin skolegang. Allerede i 19 års-alderen havde hun en holdning, et udseende og en optræden, som vakte opsigt. På vej til skolen traf hun i toget den rige og tyve år ældre industriherre Günther Quandt. Magda stoppede med skolen for at være sammen med Quandt. Da de besluttede at gifte sig, fik hun ændret sin fødselsattest, så hendes efternavn blev hendes fars: Rietschel. Hun bar ikke længere det jødiske efternavn Friedländer. Det var nok ikke et udslag af Magdas egen antisemitisme, men snarere et udslag af den generelle antisemitiske holdning.
Magda og Quandt giftede sig den 4. januar 1921. Den 1. november 1921 fik de sønnen Harald. Under 2. verdenskrig var Harald løjtnant i Luftwaffe. Han kom i krigens sidste dage i amerikansk krigsfangeskab og var det eneste af hendes børn, som overlevede krigen. Harald blev en central industrifyrste i efterkrigstidens Tyskland. Han døde i 1967, da hans privatfly styrtede ned i Italien. Han efterlod sig fem børn.
Magda og Quandt blev skilt i 1929, men forblev nære venner. 

## Ægteskab med Joseph Goebbels
Hun deltog i enkelte møder arrangeret af NSDAP i 1930, hvor hun blev imponeret af Joseph Goebbels som taler. Goebbels var Gauleiter i Berlin, og Magda begyndte at arbejde som frivillig i hans stab. De giftede sig den 19. december 1931 med Hitler som vidne. Magda og Hitlers tidlige beundring for hinanden var gensidig, og ægteskabet gjorde, at hun til en vis grad spillede rollen som naziregimentets førstedame. Det var vigtigt for Hitler at fremstå som ugift og koncentreret om rollen som fører. Så hans elskerinde, Eva Braun, måtte diskret gemmes væk. Trods ægteskab med Joseph Goebbels menes Magda ikke at have haft betydelige antisemitiske holdninger. Visse kilder hævder at Magda var med til at få lukket en jødisk modebutik, hvor andre kilder hævder at Magda faktisk hjalp enkelte jøder med at komme ud af landet.
Ægteskabet mellem Magda og Joseph var vanskeligt fra første stund. De var to viljestærke mennesker, som var vant til at få det, som de ville. Joseph menes at have haft utallige affærer igennem deres ægteskab, den mest kendte med en berømt tjekkisk skuespillerinde, Lida Baarová. Efter at Magda havde affundet sig med Goebbels dobbeltliv med Baarová i længere tid, klagede hun til Hitler, som også kendte Baarová. Magda ønskede skilsmisse, men Hitler forbød hende at forlade Tyskland og Goebbels. Hitler blev rasende, da Joseph ville skilles fra Magda til fordel for Lida Baarová. At en topnazist kunne ofre de traditionelle familieværdier var helt udelukket, og Baarová blev udvist. Tidligere havde Goebbels overvejet at forlade sin familie for at rejse til Japan med Baarova og blive tysk ambassadør. Under Baarova-krisen havde Magda haft et forhold til den senere Gauleiter i Breslau Karl Hanke. 
Ifølge Albert Speers bog "Erindringer" truede Goebbels sin kone til ikke at se Hanke igen "Han ville tage børnene fra mig. Jeg har lovet aldrig at se Hanke igen, jeg er så ulykkelig, men der er intet jeg kan gøre" fortalte hun Speer.
Magda og børnene var ofte ladt alene i huset på Schwanenwerder, da hendes mand enten var i Rigskansleriet med Hitler eller på hans gård "Lanke am Bogensee" med sine elskerinder og bekendte.
Ifølge General Wilhelm Mohnke og chefdetektiv Rattenhuber forsøgte Magda i foråret 1941 efter gentagne afslag om skilsmisse at flygte fra sin mand med alle seks børn, men blev arresteret ved grænsen til Østrig og fløjet tilbage til Berlin. Samme år reddede Magda, muligvis uintentionelt, den tjekkiske flygtning Mirjana Vujnovich og hendes mand George ud fra tysk besat territorium.
Magda led ofte af sygdom, som gjorde at hun skulle på længere kurophold. 
I sine sidste år led hun at svære depressioner og havde et højt cigaret- og alkoholforbrug.

## Død
Magda var som sin mand meget loyal mod Hitler og lovede ham troskab lige til det sidste. Omkring en måned inden deres selvmord, blev det bestemt at parret børn også skulle forblive i Berlin. Det er uklart, hvem der tog denne beslutning. I sine erindringer mener Rochus Misch, som var den sidste, der så børnene i live, at det var Magdas eget valg, hvorimod Albert Speer, som var ven af parret og tog afsked med en sengeliggende Magda i Führerbunkeren, er overbevist om, at Magda blev tvunget af sin mand.
Det siges at mange i marts og april 1945 forsøgte at få Magda til at forlade Berlin med børnene, men hun så deres forslag som håbløse.
"Jeg vil hellere have at mine børn dør, end at de skal leve et langt liv i pine og udnyttelse. Mine børn har ingen chance i Tyskland efter krigen" fortalte Magda Goebbels til Traudl Junge i de sidste dage. Desuden insisterede hun selv at hendes plads var ved hendes mands side. 
Nogle uger inden hendes selvmord og forgiftningen af børnene,  fortalte Magda en veninde og tidligere svigerinde Ello Quandt, at de blev i Berlin. "Vi skal alle tage gift" sagde hun tørt. "Vi har krævet uhyrlige ting fra det tyske folk og behandlet andre nationer med ubarmhjertig grusomhed. Sejrherrerne vil tage deres fulde hævn... vi kan ikke lade dem tro at vi er kujoner. Alle andre har ret til at leve. Den ret har vi ikke - vi har mistet den. Jeg gør mig selv ansvarlig. Jeg var en del af partiet. Jeg troede på Hitler og i længere tid på Joseph Goebbles. Forestil dig hvis jeg er i live, jeg vil straks blive anholdt og forhørt om Joseph. Hvis jeg fortæller dem sandheden, må jeg afsløre, hvad slags mand han var - jeg skal beskrive alt, hvad der skete bag kulisserne. Enhver respektabel person ville vende sig fra mig i afsky. Det ville være lige så umuligt for mig at gøre det modsatte - det er at forsvare, hvad han har gjort, at retfærdiggøre ham til hans fjender, at tale godt for ham ud af sand overbevisning. Det ville gå imod min samvittighed. Så ser du, Ello, det ville det være helt umuligt for mig at leve videre." Da Ello spurgte hvorfor børnene også skulle dø, svarede Magda "Vi vil tage dem med os, de er for dejlige til at skulle leve i den verden, som ligger forude. I de kommende dage vil Joseph blive betragtet som en af de største forbrydere som Tyskland nogensinde har set. Hans børn ville høre det sagt dagligt, folk ville pine dem, foragte og ydmyge dem. Åh Gud, tror du jeg ville gøre dette hvis der var andre udveje?". 
Trods sin fortvivlelse insisterede Magda stadig at blive i Berlin med sine børn, ved sin mand og Hitlers side, men holdt sine bekymringer fra Goebbels.
"Magda kommer ofte ind i mit rum nu til dags, og krænger sit hjerte ud. Jeg har ondt af hende. Hun ser fremtiden klar og tydelig. Hun indrømmer, at hun er bange for døden, og at hun ved den kommer tættere dag for dag. Hun kan ikke lide at tale med sin mand om disse ting. Han har nok at se til for at bevare sin egen besindelse. I dag sagde hun, at det var lykkedes hende at nå en form for fatning omkring sin egen død, men hun stadig ikke kunne bære tanken om at ende sine børns liv." skrev Goebbels' assistent Rudolf Semmler i sin dagbog. Efter sigende havde hun yderligere fortalt ham "Når jeg putter mine børn i seng om aftenen, og tænker på at om nogle uger kan jeg måske blive nødt til at dræbe disse uskyldige væsner, bliver jeg næsten sindssyg af smerte og sorg. Jeg tænker ofte over, hvordan jeg faktisk vil kunne gøre det, hvis tiden kommer. Jeg kan ikke tale med min mand om det længere. Han ville aldrig tilgive mig at svække hans modstand. Så længe han kan kæmpe videre, tror han at der stadig er håb". 
Det er uklart hvem der dræbte børnene. SS tandlægen Helmut Kunz som administrerede morfinsprøjterne til børnene, mener at det var Dr. Stumpfegger, som knuste giftkapslerne mellem børnenes tænder. " Da børnene var i dyb søvn, gik Fru Goebbels ind i rummet, hun havde cyanid kapslerne i hånden. Hun var derinde i nogle minutter, da hun kom grædende ud igen og sagde 'Doktor, jeg kan ikke gøre det. Du skal.' Jeg svarede straks: 'Nej, jeg kan heller ikke. Jeg havde selv lige mistet mine døtre i en bombning'. Så sagde hun: 'Hvis du ikke kan gøre det, så hent Dr. Stumpfegger.' " 
Det menes dog at Magda enten hjalp til eller selv tog livet af de seks ud af hendes i alt syv børn den 1. maj 1945. Kort efter begik ægteparret selvmord uden for Førerbunkeren i Berlin, enten ved cyanid forgiftning eller skud.

## Ekstern henvisning
Tekst mangler, hjælp os med at skrive teksten